# La Trilogie Morgenstern
Pour les articles homonymes, voir Morgenstern.
La trilogie Morgenstern, également intitulé L'opéra du diable dans sa première édition chez Albin Michel,,, dans la collection Wiz, est un cycle romanesque de genres steampunk, fantastique, fantasy et post-apocalyptique écrit par Hervé Jubert. Le cycle est composé de trois volumes : Le quadrille des assassins, Un tango du diable et Sabbat samba.

## Présentation
Le triptyque s'ouvre sur le meurtre d'une femme dans une « ville-décors » semblable au Londres du XIXe siècle. Les deux personnages principaux, Roberta Morgenstern, sorcière et enquêtrice de son état, assisté de Clément Martineau ont pour mission de retrouver le meurtrier,. Historiquement, l'action se déroule après la « Grande Crue », une submertion d'une grande partie des terres par la montée des océans. De la plupart des villes et de leurs bâtiments, il ne reste plus que quelques vestiges. Seules, quelques villes, dites « villes de la terre ferme », ont été épargnées par la crue. Bâle, cité dont Morgenstern et Martineau sont originaires, est l'une d'entre elles. En raison du cataclysme, l'humanité a également fait l'objet d'une « récession technologie ». Toutefois, quelques technologies avancées, telle que la nanotechnologie, ont subsisté.
La trilogie Morgenstern, qui s'inscrit au sein d'un univers de type steampunk, post-apocalyptique, fantastique et fantaisiste et dont le ton se situe entre les ouvrages de Pierre Pevel et ceux de Jasper Fforde, comporte trois romans : Le quadrille des assassins, Un tango du Diable et Sabbat Samba. Roberta Morgenstern est l'héroïne de ces trois volumes, un « enquêtrice à qui on ne la fait pas, rouquine et magicienne ». Les trois romans, qui ont rencontré un certain « succès », ont été traduits dans plusieurs langues. Le lecteur est immergé dès le début dans l'univers de la trilogie — se situant entre les univers créés par Pierre Pevel et ceux créés par Jasper Fforde —, tant de par sa description que part sa limpidité et sa clarté d'écriture. Les ficelles du cycle, aux « histoires feuilletonesques » et à « l'ambiance très sérial », plutôt grossières, permettent au lecteur de se plonger dans le récit.

## Personnages

### Personnages principaux
- Roberta Morgenstern
- Clément Martineau

### Personnages secondaires
- Archibald Fould, ministre de la guerre[8]
- Le major Gruber, directeur du Bureau des Affaires Criminelles[9].

## Volumes du cycle
- Le quadrille des assassins
- Un tango du diable
- Sabbat samba

## Pour approfondir